# Arvid N. Boman
Arvid Niklas Boman, född i Skepplanda, död 6 september 1794 var en svensk jurist.
Bohman tog examen vid Lunds universitet 1756 och var auskultant vid Göta hovrätt 1759. Han var borgmästare i Falkenberg 1767-1776. Han blev häradshövding i Höks härad 1775. Han representerade Falkenberg vid ståndsriksdagarna 1769–1770 och 1771–1772.